# 1968年夏季残疾人奥林匹克运动会法国代表团
1968年夏季残疾人奥林匹克运动会法国代表团是法国派出的1968年夏季残疾人奥林匹克运动会代表团。获得13枚金牌、10枚银牌和9枚铜牌。